# 2911 Miahelena
2911 Miahelena este un asteroid din centura principală, descoperit pe 8 aprilie 1938 de Heikki Alikoski.